# Iris (cantante belga)
Laura van den Bruel (nacida el 19 de enero de 1995 en Morkhoven, Bélgica), cuyo nombre artístico es Iris o anteriormente Airis, es una cantante belga. 

## Carrera
En 2011, a la edad de 16 años, lanza como Airis su primer sencillo titulado "Wonderful", con el que consigue entrar en la lista de ventas oficial de Flandes.
En noviembre de ese mismo año, Laura es elegida por la televisión flamenca VRT para representar a Bélgica en el Festival de Eurovisión 2012, en Bakú, Azerbaiyán. Al mismo tiempo se decide cambiar la ortografía de su nombre artístico a Iris para evitar confusiones sobre su pronunciación.
El 17 de marzo la cadena de televisión één emite una gala especial titulada "Eurosong 2012: Een song voor Iris" en la que Iris canta dos temas candidatos para el Festival de Eurovisión, "Safety net" y "Would you?". El público, mediante televoto, elige la segunda como la canción representante de Bélgica.
A Iris le corresponde participar en la primera semifinal del Festival de Eurovisión 2012, celebrada el 22 de mayo de 2012, donde queda en 17º lugar y no consigue clasificarse a la final.